# Lumeggiatura
La lumeggiatura è una tecnica della pittura e del disegno. A differenza dell'ombreggiatura, essa si basa sullo schiarire, rispetto al colore di base, le zone in luce.

## Teoria visiva
Le zone di ombra e quelle di luce determinano l'effetto di rilievo tridimensionale di un'immagine, e la sua profondità.

Mentre la tecnica del chiaroscuro serve a determinare le parti in ombra e penombra, la lumeggiatura è usata per evidenziare le zone di luce. Il suo effetto è quello opposto al chiaroscuro, mentre questo determina un movimento in profondità (cioè verso l'interno), la lumeggiatura determina un movimento verso l'esterno, porta cioè a fare emergere i volumi. Il significato ultimo di lumeggiare è dipingere la luce.

## Storia
L'origine della lumeggiatura si fa risalire alla nascita stessa della pittura, quando si passò dalla resa grafica della linea e dei colori piatti alla resa della profondità e dei colori chiaroscurati.
La pittura e le tecniche di lumeggiatura furono introdotte dagli artisti della Grecia ellenistica a partire da Apelle.
Tutti gli artisti della storia dell'arte si sono poi serviti di questa tecnica, fino a raggiungere nel periodo rinascimentale risultati di grande maestria.

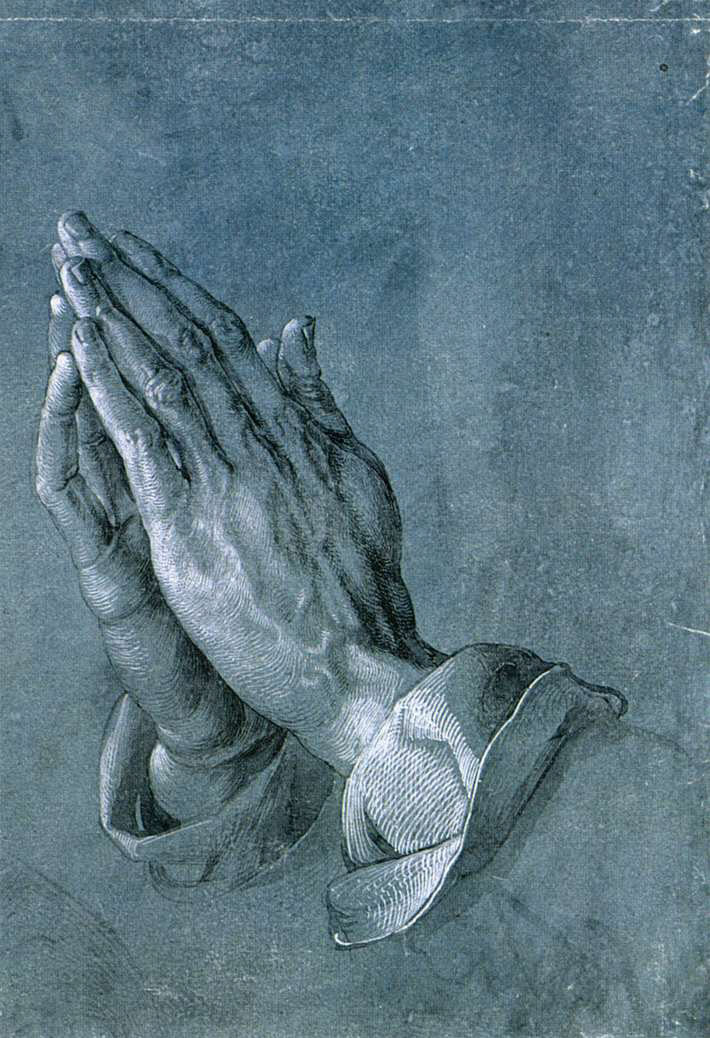
Albrecht Dürer, disegno di studio: disegno a penna con lumeggiature bianche
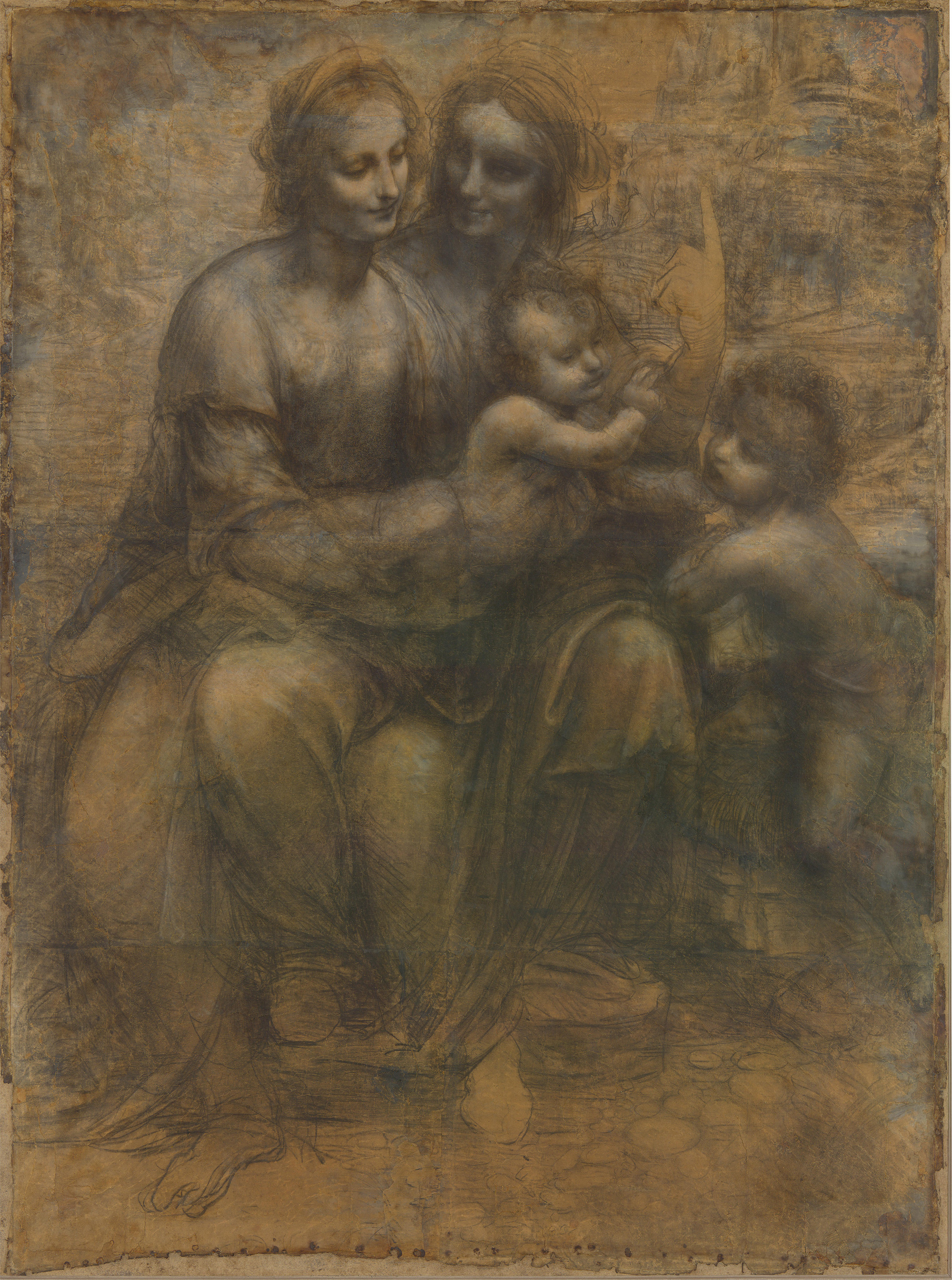
Leonardo da Vinci, cartone preparatorio: carboncino e lumeggiature di biacca

## Materiali utilizzati
La lumeggiatura può essere utilizzata con tutte le tecniche in ambito pittorico e grafico. si possono quindi usare i colori a olio, le tempere, il guazzo, gli acrilici, con i disegni a matita, carboncino, pastello e con tutte le tecniche miste, rimangono escluse dall'uso della lumeggiatura tutti quei sistemi di incisione e stampa, (ad es. l'acquaforte), dove le zone più chiare dell'immagine sono determinate dal colore del foglio di carta.

## Tecnica classica
Determinando le zone di luce che maggiormente emergono nell'immagine, le lumeggiature devono essere gli ultimi interventi realizzati nell'opera.

Che si utilizzino matite e pastelli, che si usino colori dati a pennello, o che si applichino tecniche a spruzzo (aerografo e simili), i colori delle lumeggiature dovranno sempre essere su base di bianco ed essere comunque i toni più chiari dell'immagine (o della porzione d'immagine).

È possibile realizzare lumeggiature anche con colori a base di oro o argento, ma in questo caso bisogna fare attenzione a non sovrapporli su basi troppo chiare, per non ottenere l'effetto opposto a quello voluto.
Da evitare sono anche gli effetti pasticciati che si possono ottenere con talune tecniche miste, ad esempio lumeggiando un disegno a carboncino con della tempera bianca, senza aver preventivamente fissato il carboncino, il rischio in questo caso è che il bianco si impasti.

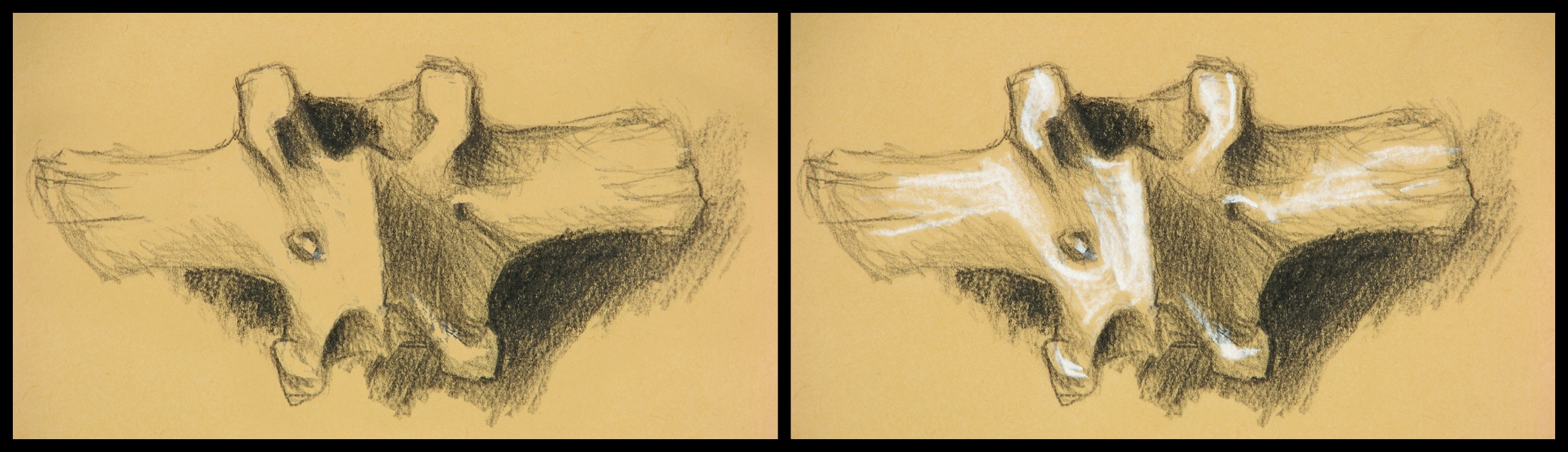
Tecnica mista su carta colorata: matita acquarellabile nera e lumeggiatura con pastello bianco

Una tecnica particolare e abbastanza difficile consiste nel lumeggiare un disegno mediante la gomma per cancellare; si tolgono delle zone chiaroscurate con dei colpi di gomma, in modo da fare affiorare il colore del foglio. Se le cancellature sono nette e non sporche l'effetto è riuscito.

## Tecniche digitali
Essendo la lumeggiatura una tecnica base usabile per qualsiasi elaborato pittorico, viene naturalmente sfruttata anche per le illustrazioni e per le opere digitali, realizzate cioè attraverso software pittorici e di fotoritocco come Paint Shop Pro o Photoshop. Cambiando il tipo di media la teoria alla base della lumeggiatura rimane la medesima.
In questi programmi oltre agli strumenti di pittura messi a disposizione, anche gli strumenti preposti a schiarire l'immagine (come lo strumento Scherma di Photoshop) possono essere usati agevolmente per ottenere l'effetto di lumeggiatura.

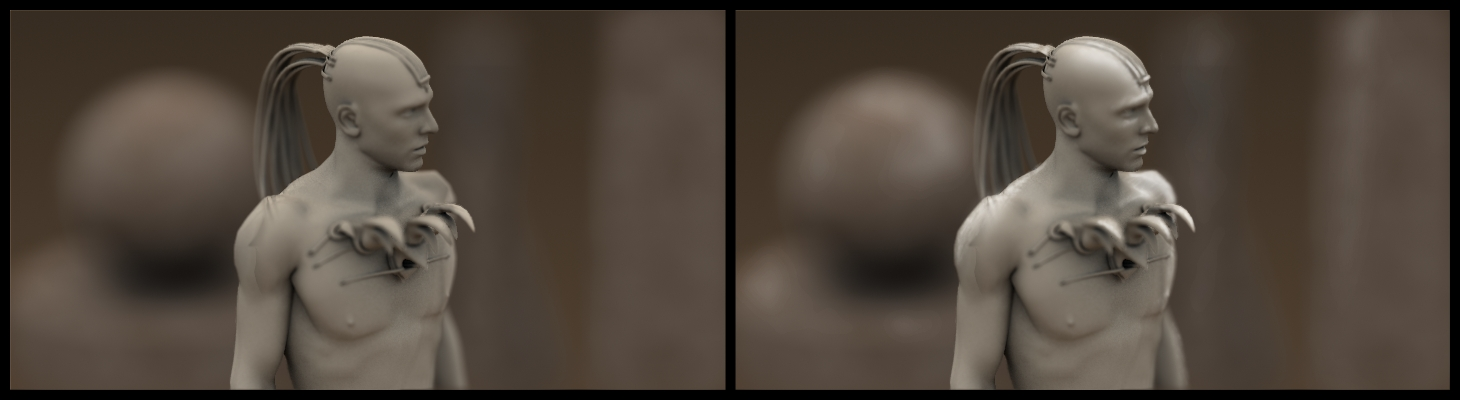
intervento di lumeggiatura su rendering 3D

## Modellismo
Un ambito di utilizzo alternativo è quello del modellismo. È molto frequente che gli hobbysti aggiungano dei tocchi di lumeggiatura ai loro modelli e alle miniature dipinte di modo da conferirvi un tocco di maggior iperrealismo, ad esempio definendo meglio le pieghe dei vestiti o i rilievi delle armature. Similmente sono assimilabili alla lumeggiatura gli effetti di neve sopra le finte rocce dei plastici.

In generale, anche in ambiti non artistici è diffuso l'utilizzo di questa tecnica per realizzare finiture particolari su oggetti tridimensionali di vario genere.